# Znaki (film)
Znaki (ang. Signs) – amerykański thriller fantastycznonaukowy z 2002 roku w reżyserii M. Nighta Shyamalana. Główne role w filmie zagrali Mel Gibson jako pastor Hess oraz Joaquin Phoenix jako młodszy brat pastora. Akcja filmu toczy się wokół pojawiających się na całym globie kręgów zbożowych i związaną z nimi inwazją kosmitów. 

## Obsada
- Mel Gibson – wielebny Graham Hess,
- Joaquin Phoenix – Merrill Hess,
- Rory Culkin – Morgan Hess,
- Abigail Breslin – Bo Hess,
- Patricia Kalember – Colleen Hess,
- Cherry Jones – Caroline Paski,
- M. Night Shyamalan – Ray Reddy.

## Fabuła

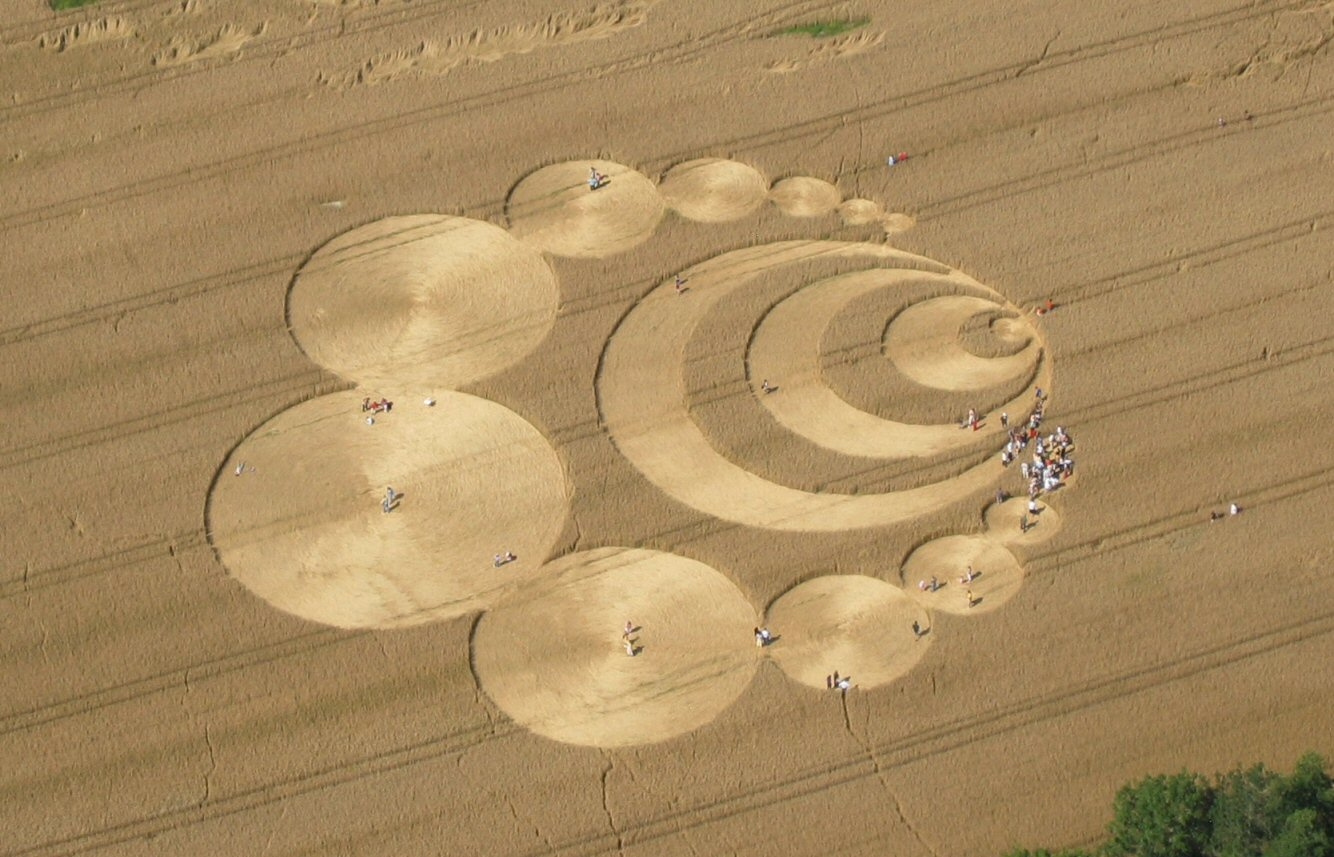
Kręgi w zbożu: Le Chalet-à-Gobet, Szwajcaria

Graham Hess (Mel Gibson) jest byłym pastorem, który po śmierci żony stracił wiarę. Żona Hessa zginęła w tragicznym wypadku, pozostawiając go samego z dwójką małych dzieci. Po tej tragedii do ich domu wprowadza się brat Grahama, Merrill (Joaquin Phoenix). Graham razem z dwójką dzieci mieszka na farmie Bucks Country w Pensylwanii. Wiedzie spokojny żywot, zajmuje się rolnictwem i wydaje się, że nic już go w życiu nie czeka. Pewnego dnia na swoim polu kukurydzy odkrywa tajemnicze symbole. Początkowo bierze to za sprawkę któregoś z sąsiadów, ale szybko okazuje się, że znaki nie mogą być dziełem człowieka. W tym samym czasie telewizja podaje komunikaty o podobnych zdarzeniach w innych miejscach świata.